# Ecuador (nummer)
Ecuador is een nummer van het Duitse dj-trio Sash!. Het is de vierde en laatste single van hun debuut studioalbum It's My Life - The Album uit 1997. Op 22 april dat jaar werd het nummer wereldwijd op single uitgebracht. In 2009 werd het nummer ook als digitale download uitgebracht.

## Achtergrond
"Ecuador" werd een gigantische hit in geheel Europa en een radiohit in Oceanië. Tevens werd de single een van de zomerhits van 1997. De single behaalde de 7e positie in Duitsland, het thuisland van Sash!. In het Verenigd Koninkrijk bereikte de single de 2e positie in de UK Singles Chart, in Ierland, Zweden en Noorwegen de 4e, Nieuw-Zeeland de 40e en in Australië de 52e positie.
In Nederland werd de single destijds veel gedraaid op de landelijke radiozenders en werd een gigantische hit. De single werd op vrijdag 2 mei 1997 verkozen tot Dancesmash van de week op Radio 538 en bereikte de 8e positie in zowel de Nederlandse Top 40 op destijds Radio 538 als de publieke hitlijst; toentertijd de Mega Top 100 op Radio 3FM.
In België bereikte de single de nummer 1-positie in zowel de Vlaamse Ultratop 50 als de Vlaamse Radio 2 Top 30. In de Waalse Ultratop 50 werd de 2e positie behaald.